# Duże złe wilki
Duże złe wilki (hebr.: מי מפחד מהזאב הרע „Mi mefahed mezeev hara”) – izraelski thriller z 2013 roku w reżyserii Aharona Keszalesa i Nawota Papuszado.

## Obsada
- Li’or Aszkenazi jako Miki
- Cachi Grad jako Gidi
- Dow Glickman jako Joram (ojciec Gidi)
- Rotem Keinan jako Dror (nauczyciel)
- Guy Adler jako Eli (policjant)
- Dewir Benedek jako Ciwka (komisarz policji)
- Gur Bentwich jako Sza’uli (policjant)
- Nati Kluger jako Eti
- Kais Nashef jako mężczyzna na koniu
- Menasze Noj jako Rami – szef Miki
- Riwka Micha’eli jako żona Jorama